# Alerame Maria Pallavicini
Alerame Maria Pallavicini (ur. 30 września 1730 w Genui, zm. 1805 tamże) – doża Genui.
W okresie od 30 lipca 1789 do 20 lipca 1791 sprawował funkcję doży, najwyższe stanowisko, jakim dysponowała Republika Genui.  W wyborach poparło go 67% głosujących.